# Christopher Heyerdahl
Christopher Heyerdahl (n. 18 septembrie 1963, British Columbia, Canada) este un actor canadian. Este cel mai bine cunoscut pentru interpretarea rolurilor Wraith în Stargate Atlantis, Sam în Van Helsing  și "Swede" în Hell on Wheels.

## Filmografie

### Film
| An   | Titlu                                      | Rol                 | Note                                                             |
| ---- | ------------------------------------------ | ------------------- | ---------------------------------------------------------------- |
| 1994 | Highlander III: The Sorcerer               | Ponytail            |                                                                  |
| 1994 | Warrior                                    | Milo                |                                                                  |
| 1996 | Coyote Run                                 | Judd Lush           | Menționat ca Chris Heyerdahl                                     |
| 1996 | Silent Trigger                             | O'Hara              |                                                                  |
| 1996 | Rowing Through                             | Paul Enquist        | Film TV                                                          |
| 1996 | Twists of Terror                           | Darien              | Film TV                                                          |
| 1997 | The Education of Little Tree               | Pine Billy          |                                                                  |
| 1997 | The Peacekeeper                            | Hettinger           |                                                                  |
| 1997 | Affliction                                 | Frankie Lacoy       | Menționat ca Chris Heyerdahl                                     |
| 1997 | Bleeders                                   | Narator             |                                                                  |
| 1997 | Habitat                                    | Eric Thornton       | Menționat ca Chris Heyerdahl                                     |
| 1997 | The Call of the Wild: Dog of the Yukon     | Fellow Gambler #2   |                                                                  |
| 1998 | The Ghosts of Dickens' Past                | Charles Dickens     |                                                                  |
| 1998 | Out of Mind: The Stories of H.P. Lovecraft | Howard P. Lovecraft | Film TV                                                          |
| 1999 | Babel                                      | Preficator          | Menționat ca Chris Heyerdahl                                     |
| 1999 | Requiem for Murder                         | Det. Lou Heinz      |                                                                  |
| 1999 | Fish Out of Water                          | Bobby Fish          |                                                                  |
| 1999 | 2 frères                                   | Bobby Vieira        |                                                                  |
| 2000 | Nuremberg                                  | Ernst Kaltenbrunner | Film TV                                                          |
| 2000 | Believe                                    | Thad Stiles         |                                                                  |
| 2000 | Press Run                                  | Mickey Collins      |                                                                  |
| 2000 | Nowhere in Sight                           | Lewis Gills         |                                                                  |
| 2001 | The Pig's Law (La Loi du cochon)           | Jodorowsky (Junkie) |                                                                  |
| 2001 | Varian's War                               | Marius Franken      | Film TV                                                          |
| 2002 | Matthew Blackheart: Monster Smasher        | Dr. Jacob Mortas    | Film TV                                                          |
| 2002 | Aftermath                                  | Evan Harper         |                                                                  |
| 2002 | India: Kingdom of the Tiger                | Jim Corbett         |                                                                  |
| 2004 | Blade: Trinity                             | Caulder             |                                                                  |
| 2004 | Catwoman                                   | Rocker              |                                                                  |
| 2004 | The Chronicles of Riddick                  | Helion Politico     |                                                                  |
| 2004 | The Last Tunnel (Le Dernier tunnel)        | Smiley              |                                                                  |
| 2005 | Kamataki                                   | Scott               |                                                                  |
| 2005 | The Outlander (Le Survenant)               | Mike l'Irlandais    |                                                                  |
| 2007 | The Invisible                              | Dr. Woland          |                                                                  |
| 2009 | The Twilight Saga: New Moon                | Marcus Volturi      |                                                                  |
| 2009 | Cadavres                                   | Paolo               |                                                                  |
| 2011 | The Twilight Saga: Breaking Dawn – Part 1  | Marcus Volturi      |                                                                  |
| 2012 | The Twilight Saga: Breaking Dawn – Part 2  | Marcus Volturi      |                                                                  |
| 2013 | Three Days in Havana                       | Anders              |                                                                  |
| 2014 | The Calling                                | Simon               |                                                                  |
| 2015 | Eadweard                                   | Pepper              | A câștigat - Leo Award for Best Supporting Performance by a Male |
| 2016 | Honeyglue                                  | Dennis              |                                                                  |
| 2018 | Sicario: Day of the Soldado                | Headmaster Deats    |                                                                  |
| 2018 | Stockholm                                  | Chief Mattsson      |                                                                  |
| 2019 | Adopt a Highway                            | Jim                 |                                                                  |

### Televiziune
| An           | Titlu                                       | Rol                                   | Note |
| ------------ | ------------------------------------------- | ------------------------------------- | --- |
| 1987         | 21 Jump Street                              | Jake                                  | 1 episod |
| 1993         | Are You Afraid of the Dark?                 | Leonid                                | 2 episoade |
| 1994         | The Maharaja's Daughter                     | Walt                                  | Miniserie TV |
| 1997         | The Hunger                                  | Arthur                                | 1 episod |
| 1999         | Lassie                                      | Alfred Kraus                          | 1 episod |
| 2000         | La Femme Nikita                             | Colin Starnes                         | 1 episod |
| 2000         | The Secret Adventures of Jules Verne        | D'Artagnan                            | 2 episoade |
| 2002–2003    | John Doe                                    | Dr. Hillman                           | 2 episoade |
| 2002         | Just Cause                                  | Dr. Tolkien                           | 1 episod |
| 2002         | Napolen                                     | Étienne Geoffroy Saint-Hilaire        | |
| 2002–2003    | John Doe                                    | Dr. Hillman                           | 2 episoade |
| 2003         | Jeremiah                                    | Paul Wiel                             | 1 episod |
| 2003         | Les Aventures tumultueuses de Jack Carter   | Lennie                                | 2 episoade |
| 2003         | Stargate SG-1                               | Pallan                                | Episodul: "Revisions" |
| 2003         | Andromeda                                   | Gaiton                                | 1 episod |
| 2004         | Life As We Know It                          | Mr. Mitchell                          | 1 episod |
| 2004         | Kingdom Hospital                            | Reverend Jimmy Criss                  | 3 episoade |
| 2005         | Into the West                               | James 'Jim' Ebbets                    | 1 episod |
| 2006         | Le 7e round                                 | Arthur Kennedy                        | Mini-serie TV |
| 2006         | Whistler                                    | Justin Talbert                        | 1 episod |
| 2006         | Psych                                       | Long Hair                             | 1 episod |
| 2006         | The Dead Zone                               | Zed                                   | 1 episod |
| 2006         | Saved                                       | John the Baptist                      | 1 episod |
| 2006         | The Collector                               | Jan van der Heyden                    | 1 episod A câștigat - Leo Award for Best Guest Performance by a Male in a Dramatic Series |
| 2006         | Stargate: Atlantis                          | Wraith, ulterior denumit Todd         | 1 episod |
| 2007         | Smallville                                  | Zor-El                                | 2 episoade |
| 2007         | Les Sœurs Elliot                            | Alcidez Barling                       | 1 episod |
| 2007         | Masters of Horror                           | Rufus Griswold                        | Episodul: "The Black Cat" |
| 2007         | Killer Wave                                 | Stanley Schiff                        | Mini-serie TV |
| 2007         | Stargate: Atlantis                          | Todd                                  | 1 episod |
| 2007–2009    | Sanctuary                                   | John Druitt and Bigfoot               | 10 episoade Won - Leo Award for Best Supporting Performance by a Male in a Dramatic Series |
| 2008         | Stargate: Atlantis                          | Todd și Halling                       | 9 și 6 episoade respectiv |
| 2009         | Supernatural                                | Alastair                              | 3 episoade |
| 2010         | Caprica                                     | Kevin Reikle                          | |
| 2011–2016    | Hell on Wheels                              | Thor "The Swede" Gundersen            | 39 episoade A câștigat - ACTRA Montreal Award for Outstanding Performance – Male (2013) Nominalizare - Leo Award for Best Supporting Performance by a Male in a Dramatic Series (2015) Nominalizare - Golden Maple Award for Newcomer of the year in a TV series broadcast in the U.S. (2016) Nominalizare - Golden Maple Award for Best Actor in a TV series broadcast in the U.S. (2016) Nominalizare - Leo Award for Best Lead Performance by a Male in a Dramatic Series (2017) |
| 2011         | R. L. Stine’s The Haunting Hour: The Series | Fear (Menționat ca - "the Collector") | 1 episod Won - Leo Award for Best Performance in a Youth or Children's Program or Series |
| 2012         | True Blood                                  | Dieter Braun                          | Rol periodic |
| 2013         | Vegas                                       | Calvin                                | 1 episod |
| 2013         | Falling Skies                               | Duane Pickett                         | 1 episode |
| 2013         | Castle                                      | Henri                                 | 1 episode |
| 2013         | CSI: Crime Scene Investigation              | Marc Ratelle                          | 1 episode |
| 2013         | Nikita                                      | Matthew Collins                       | 1 episode |
| 2014         | Beauty & the Beast                          | Dr. Nicholas Markus                   | 1 episode |
| 2014         | Rush                                        | Martin Arisson                        | 1 episode |
| 2015         | Gotham                                      | Jack Buchinsky/Electrocutioner        | Recurring |
| 2015         | Dig                                         | Olaf                                  | Pilot episode |
| 2015         | Minority Report                             | Dr. Lionel Gray                       | Recurring Unknown episodes |
| 2015         | Arrow                                       | Damien Darhk's Assistant              | 1 episode |
| 2016         | 12 Monkeys                                  | The Keeper                            | Episode: "Hyena" |
| 2016–2018    | Van Helsing                                 | Sam                                   | Rol periodic Nominalizare - Leo Award for Best Lead Performance by a Male in a Dramatic Series (2017) |
| 2017         | Midnight, Texas                             | Hightower                             | Episodul: "Unearthed" |
| 2017         | Bibliotecarii (2014-2018)                   | Grigori Rasputin                      | Episodul: "And the Graves of Time" |
| 2017–2018    | Damnation                                   | Don Berryman                          | Rol principal 10 episoade |
| 2017–prezent | Tin Star                                    | Louis Gagnon                          | Rol periodic |
| 2018         | Travelers                                   | Andrew Matthias Graham                | Episodul: "Archive" |

### Jocuri video
| An   | Titlu                            | Rol                     |
| ---- | -------------------------------- | ----------------------- |
| 2017 | Wolfenstein II: The New Colossus | Horton Boone            |
| 2018 | Far Cry 5                        | Șeriful Earl Whitehorse |

## Legături externe
- Christopher Heyerdahl la Internet Movie Database